# Morti nel 1000
| Questa pagina contiene informazioni ricavate automaticamente dalle voci biografiche con l'ausilio del template Bio e di un bot. L'aggiornamento è periodico e automatico e ricostruisce completamente la pagina. Se manca una persona in questa lista, sei pregato di non aggiungerla, ma accertati piuttosto che la sua voce biografica contenga il template Bio e che i dati anagrafici siano correttamente compilati. Se il template Bio manca, inseriscilo tu stesso o, in alternativa, metti l'avviso {{tmp\|Bio}} che ne segnala la mancanza. Se i dati riportati sono sbagliati, correggi direttamente la voce biografica; le modifiche saranno visibili in questa lista entro pochi giorni. Per chiarimenti vedi il progetto biografie. La lista contiene solo le 13 persone che sono citate nell'enciclopedia e per le quali è stato implementato correttamente il template Bio. Pagina aggiornata al 13 gen 2025. |

- 4 luglio - Ugo I di Ponthieu, nobile francese
- 5 luglio - Atanasio l'Atonita, monaco cristiano bizantino (n. 920)
- 5 luglio - Tommaso di Terreti, monaco cristiano e santo italiano
- 21 novembre - Giovanni Vincenzo, arcivescovo italiano
- 16 dicembre - Macario di Collesano, abate e santo italiano
- Amizone, vescovo italiano
- Elia I di Alessandria, arcivescovo egiziano
- Ivar di Waterford, re
- Mari II bar Tuba, vescovo cristiano orientale siro
- Markwart III, nobile tedesco
- Olaf I di Norvegia, re
- Olderico Manfredi I, nobile
- Ibn Sahl, matematico, fisico e ottico persiano (n. 940)